# Pantanos de las Montañas Azules (Australia)

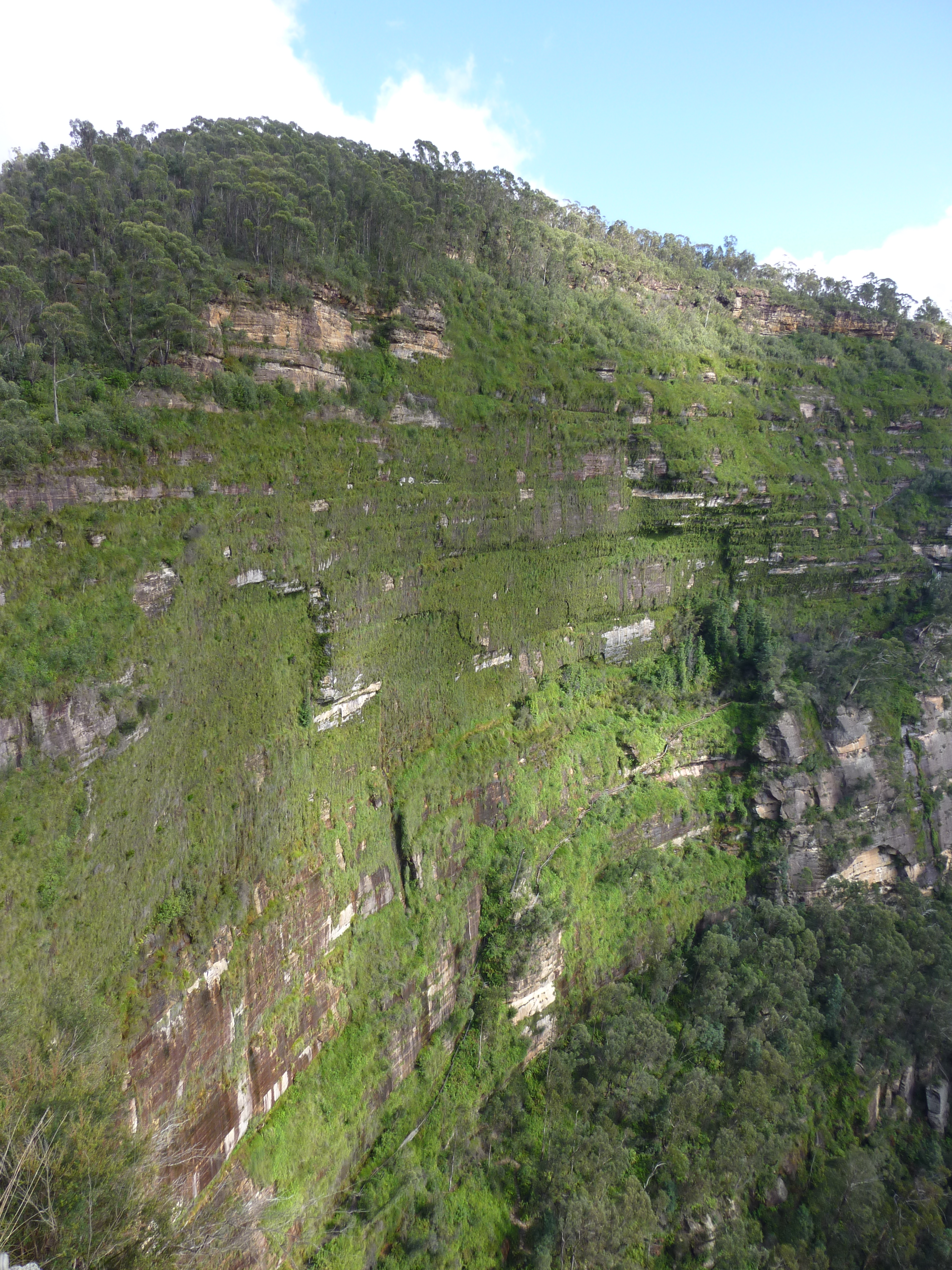
Acantilados pantanosos.

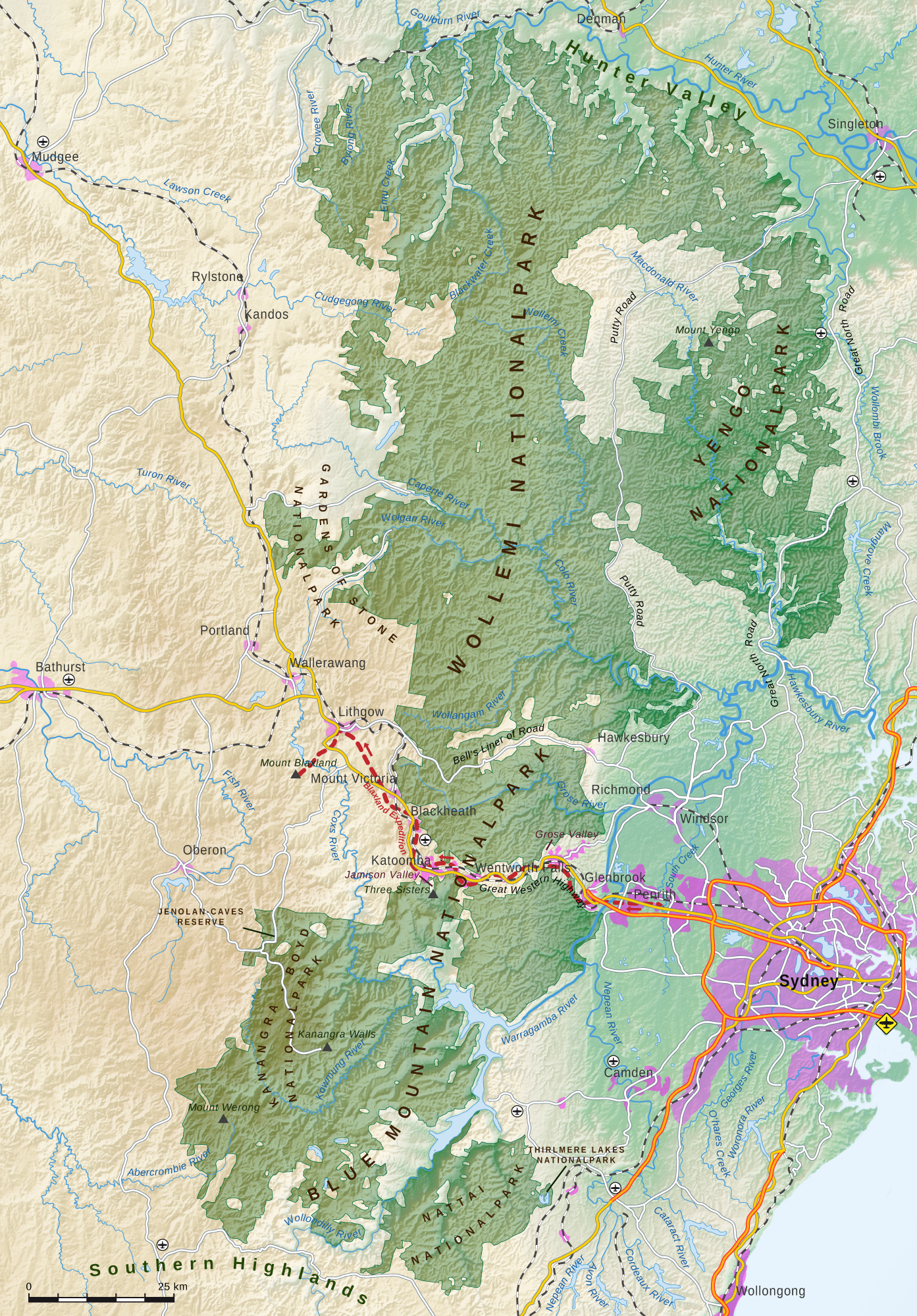
Las Montañas Azules, patrimonio de la humanidad.

Las comunidades de pantanos de las Montañas Azules son un grupo geográficamente disperso de comunidades de pantanos de turba en peligro ecológico, que abarcan múltiples partes del parque nacional de las Montañas Azules, Patrimonio Mundial, en Nueva Gales del Sur (Australia).

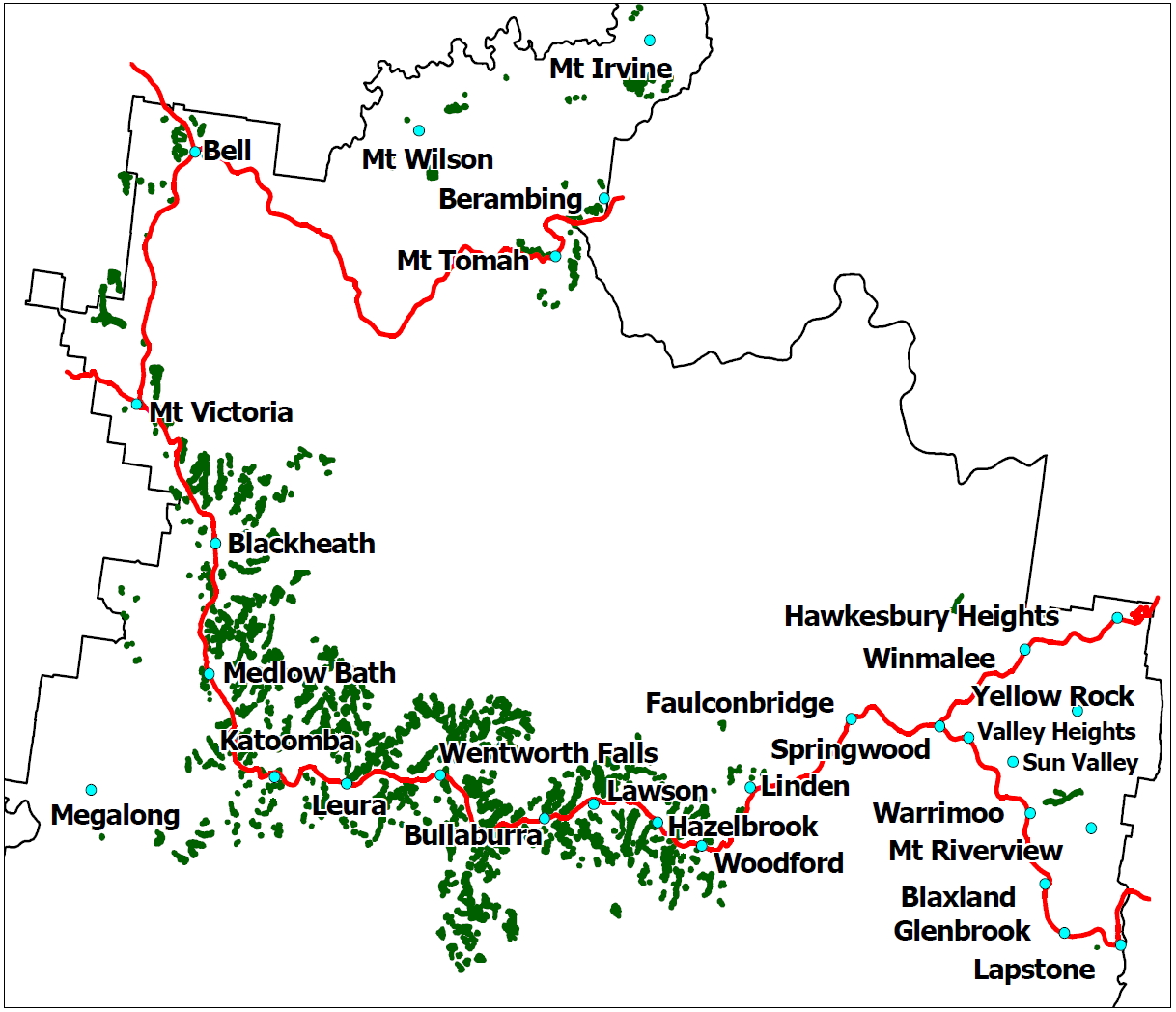
Acantilados pantanosos en las Montañas Azules

## Historia
Las zonas pantanosas fueron declaradas por primera vez como comunidades en peligro de extinción en el 2004, conforme a la Ley de Protección del Entorno y la Conservación de la Biodiversidad, de 1999, y la Ley de Conservación de las Especies en Peligro de Extinción, de 1995 (NSW). Las comunidades de las ciénagas se encuentran, normalmente, a una altitud de entre los 500 y los 1,000 metros sobre el nivel de mar. Cubren una extensión de menos de 3.000 hectáreas, lo que equivale a alrededor del 3% del área patrimonial del parque nacional de las Montañas Azules.
Se cree que las ciénagas se remontan a hace unos 15.000 años, aproximadamente. Las ciénagas de las Montañas Azules se extienden a lo largo de los valles de terrenos bajos (ciénagas de valle) y también en los cortados, acantilados en las laderas empinadas y alrededor de los nacimientos de riachuelos.

## Variedades
Estas ciénaga se dan en diferentes ambientes, tales como en los valles, en acantilados o en una combinación de ambos. Se denominan ciénagas colgantes debido a su aspecto de estar literalmente colgando de las paredes de los acantilados o laderas empinadas. Las ciénagas reciben agua de diversas fuentes, tales como del subsuelo, de arroyos, o de ambos.
Las comunidades de "pantano del fondo de valle" se forman típicamente debido a la predominancia de la piedra arenisca. Este sustrato permite la percolación del agua en los arroyos mal drenados.
Las "ciénagas de los acantilados" se forman debido al agua que se filtra a través de las capas de terreno de arenisca, la cual queda atrapada debido a la composición de la roca, el barro, la siderita, y la lutita, lo cual hace que surja a la superficie. Este proceso inicia un ciclo de constante humedad, lo que provoca que se forme la turba en este entorno anaeróbico. El proceso de la formación de turba gruesa conlleva milenios.

## Entorno
Las Montañas Azules reciben un promedio de precipitación, en forma de lluvias, de más de 1.000 milímetros al año (8);  la escasa permeabilidad del subsuelo, combinada con la lenta escorrentía, ayudan en la formación de la biodiversidad de estas ciénagas de las Montañas Azules.
La composición de los suelos varía, yendo de la marga de color amarillo y gris-amarillento, a la turba de color negro mineral. La composición del suelo depende en gran medida del nivel de registro de agua.

## Otros espacios
Australia tiene otros espacios pantanosos y ciénagas que comparten las mismas características que los de las Montaña Azules, y se hallan en la costa norte de Nueva Gales del Sur, así como en el extremo sureste la meseta sur y las regiones de los Alpes australianos. No obstante, estas zonas pantanosas contienen menor diversidad de especies de arbustos esclerófilos que las de las Montañas Azules, si bien tienen una mayor diversidad de plantas que crecen, por lo general, en substratos con una mayor fertilidad que la que se da en la arenisca. Estas plantas son juncias de hoja blanda, hierbas, y herbáceas aromáticas.

## Flora
Los pantanos de las Montañas Azules contienen una gran biodiversidad de flora, principalmente mezcla de juncias y matorral de hoja esclerófila, así como de pequeños árboles. El tamaño de la mayoría del matorral es de entre medio metro a los dos metros. El manto o cubierta del terreno varía dependiendo de la topografía de la zona de ciénaga. La altura de las juncias es, por lo general, de menos de 1 metro lo que, junto a las hierbas esclerófilas densamente diseminadas proporcionan una espesa cubierta vegetal. En las zonas despejadas, entre los espacios de las juncias y las hierbas, hay arbustos más pequeños, helechos, pastos y algunos árboles.
Dado que las diversas comunidades de ciénaga han sido objeto de diferentes agresiones, tales como los incendios,  existen diversas especies de plantas diferentes en cuanto a la estructura de la vegetación, bien sea en variedades de matorral en brezales abiertos o cerrados.
Las ciénagas difieren en cuanto a las especies de flora que contienen. Algunas variedades son endémicas de Nueva Gales del Sur, mientras otras lo son endémicas de las Montañas Azules.

### Arbustos
- Baeckea linifolia

- Leptospermum juniperinum
- Hakea teretifolia
- L. grandifolium

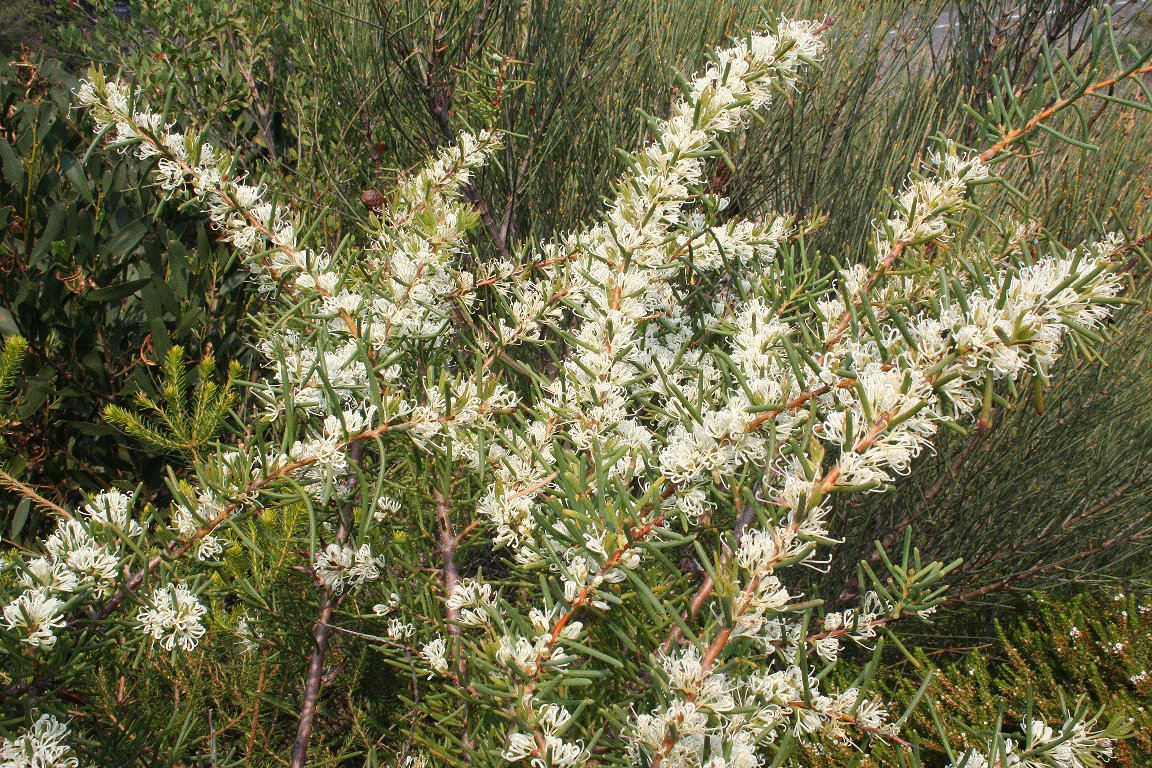
Hakea teretifolia

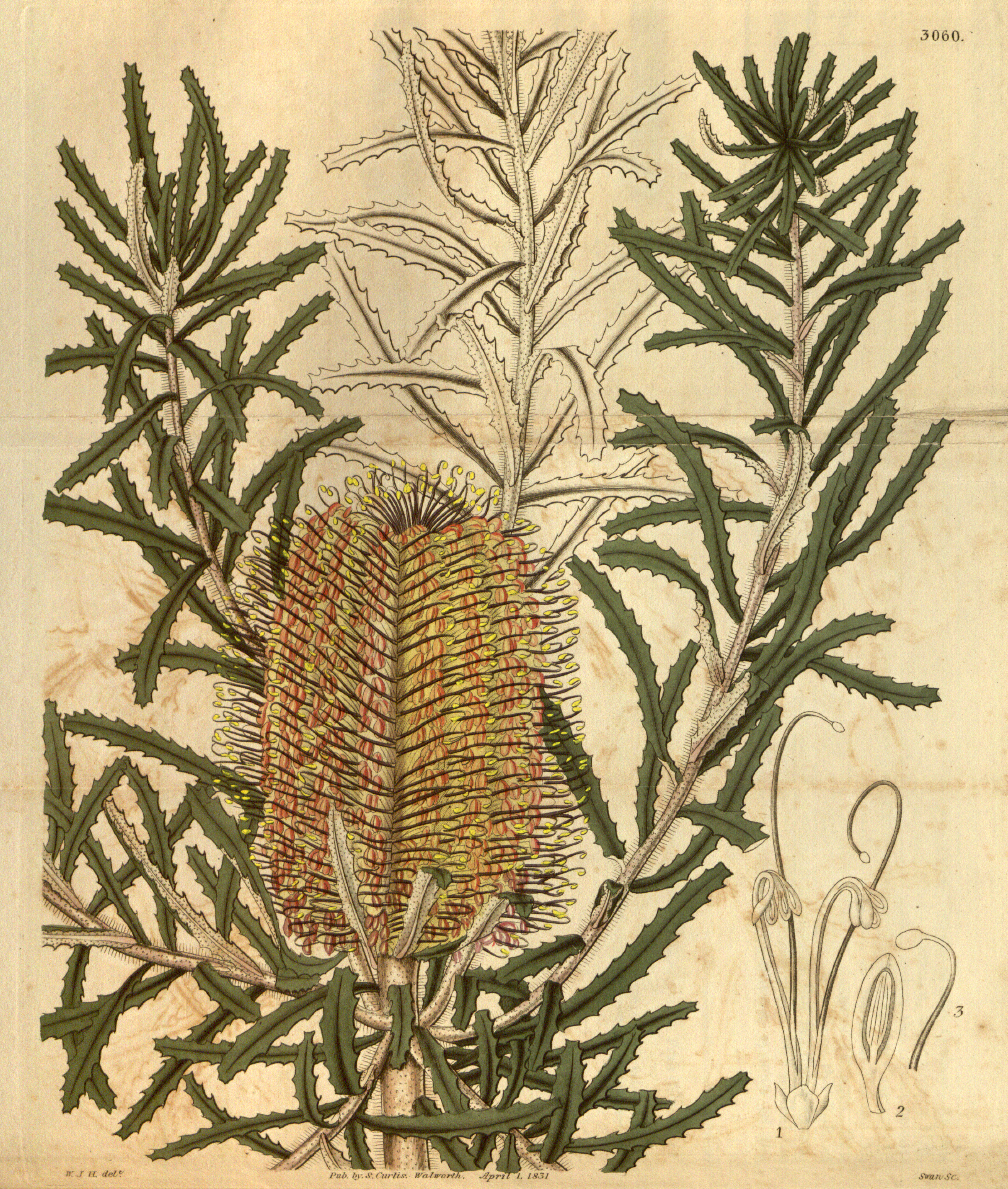
Banksia spinulosa en Curtis's Botanical Magazine, Placa 3060 (Volume 58, 1831)

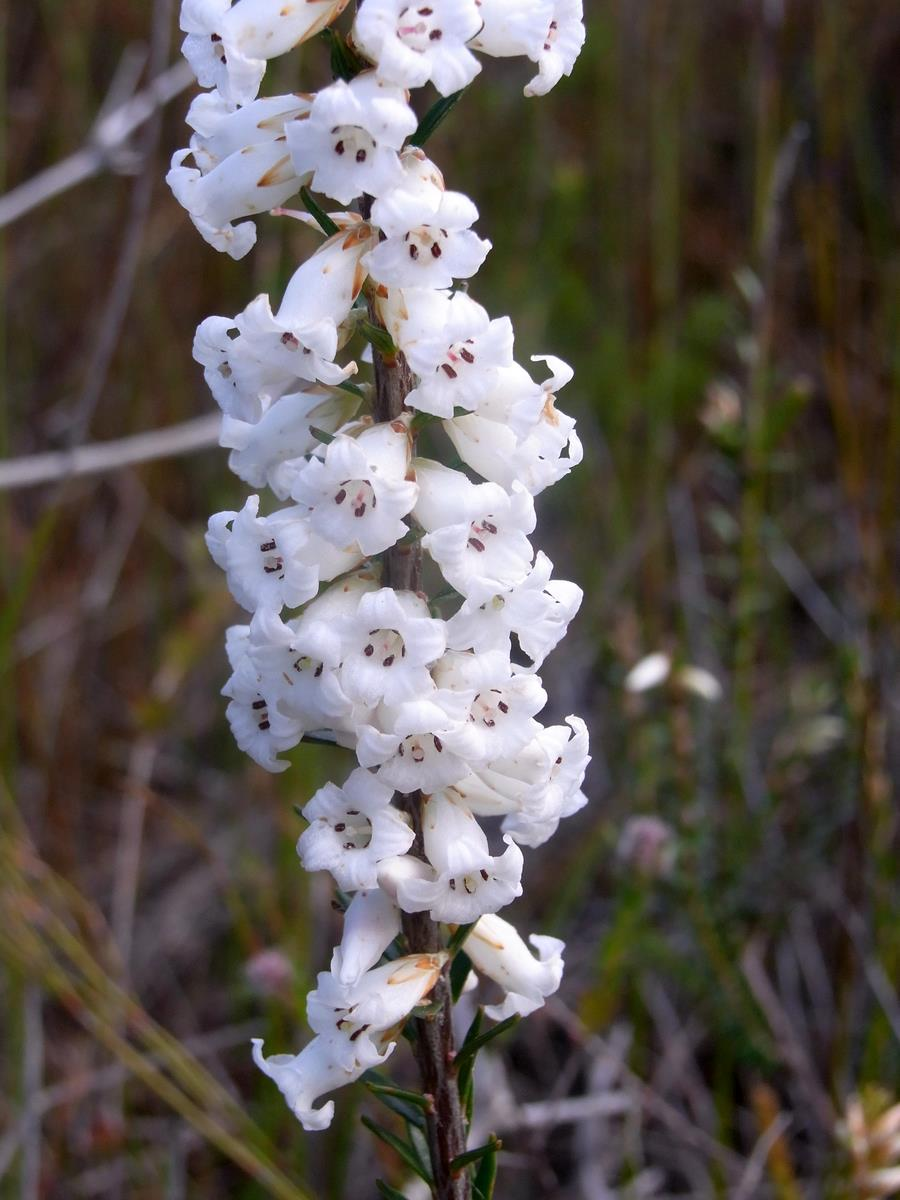
Epacris obtusifolia

- Grevillea acanthifolia subsp. Acanthifolia
- L. polygalifolium
- Banksia spinulosa
- Epacris obtusifolia
- Sprengelia incarnata
- Dampiera stricta
- Mirbelia rubifolia
- Gonocarpus teucrioides
- Almaleea incurvata (endémica de las Montañas Azules)
- Grevillea acanthifolia subsp. Acanthifolia (endémica de Nueva Gales del Sur)
- Olearia quercifolia (endémica de las Montañas Azules)
- Symphionema montanum (endémica de Nueva Gales del Srur)
- Carex klaphakei (endémica de las Montañas Azules) Especie amenazada
- Pultenaea glabra (endémica de Nueva Gales del Sur) Especie amenazada.

### Juncias y juncos
- Gymnoschoenus sphaerocephalus
- Lepidosperma limicola
- Ptilothrix deusta
- Lepyrodia scariosa

### Herbáceas
- Entolasia stricta
- Tetrarrhena turfosa
- Acacia ptycoclada (endémico de las Montañas Azules)
- Notochloe microdon (Endémico de las Montañas Azules)

### Helechos
- Gleichenia spp
- Drosera binata

### Árboles
Eucalyptus copulans (endémico de las Montañas Azules, en peligro crítico de extinción)

## Fauna
También existe una gran variedad de fauna en los pantanos, tanto de vertebrados como de invertebrados, incluyendo insectos, aves, anfibios, reptiles y marsupiales. De acuerdo con las Oficinas del Patrimonio y el Medioambiente de Nueva Gales del Sur (NSW office of Environment and Heritage) nunca se ha llevado a cabo un estudio sistemático de la fauna de los pantanos. No obstante, consta que existen varias especies raras, en peligro de extinción, viviendo permanentemente o en tránsito.

### Vertebrados

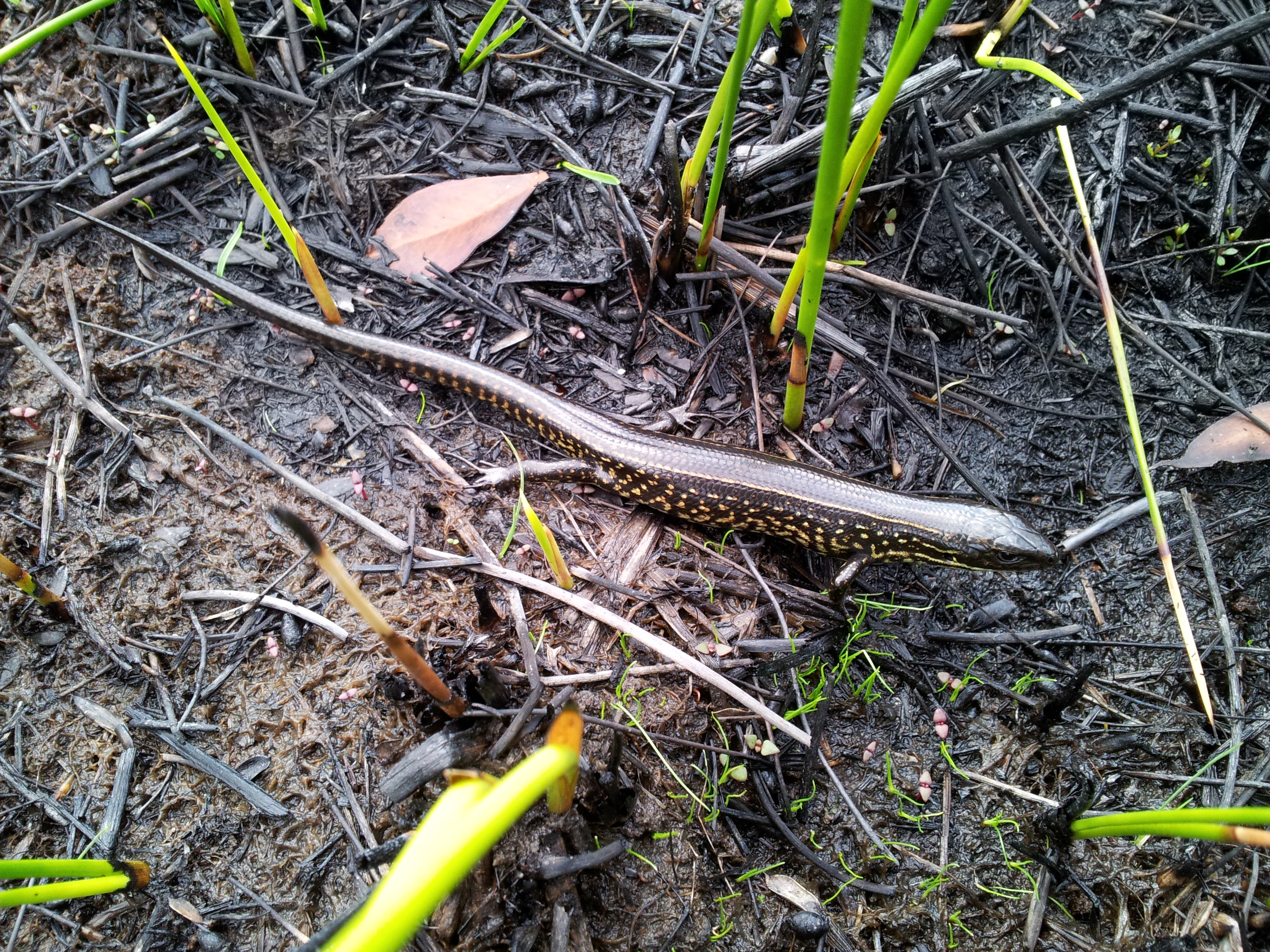
Eulamprus leuraensis - Eslizón azul acuático de las montañas

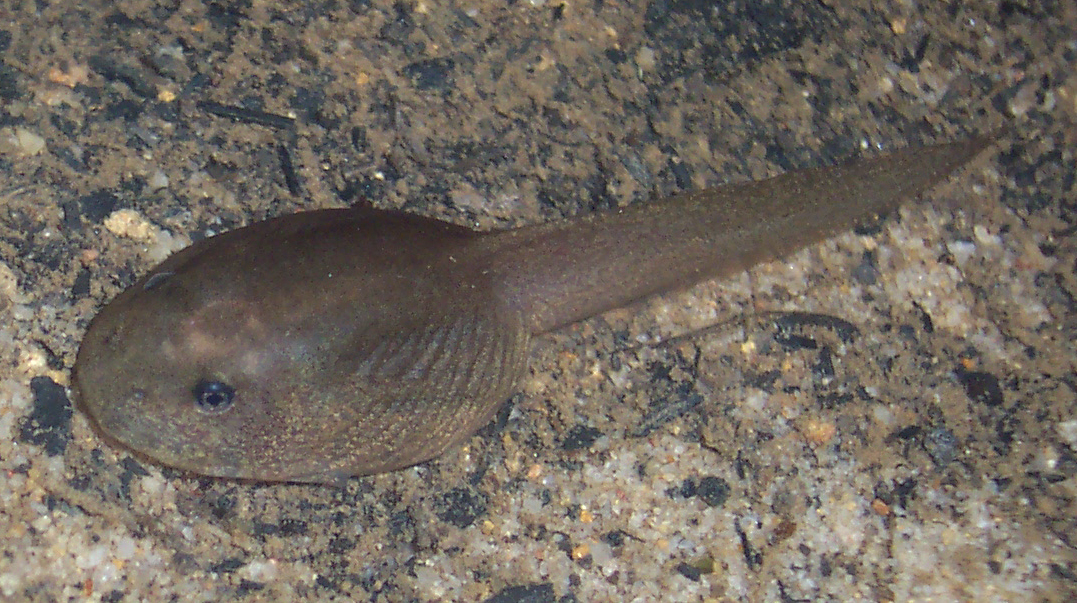
Rana excavadora gigante (Heleioporus australiacus) renacuajo

- Eslizón azul acuático (Eulamprus  leuraensis) (Endémica de las Montañas Azules, Amenazada)
- Rana excavadora gigante (Heleioporus  australiacus) (Amenazada)
- Sapo de corona roja (Pseudophryne  australis) (Amenazado)
- Emu de Wren del Sur (Stipiturus  malachurus)
- Rálido de Lewin (Dryolimnas  pectoralis)
- Rálido con bandas de ante (Gallirallus  phillippensis)
- Rana arborícola enana oriental (Litoria  L. fallax)
- Serpiente de vientre mostaza (Drysdalia rhodogaster)
- Serpiente cola de fuego (Stagonopleura bella)
- Chupamieles de mentón negro (subespecie oriental) (amenazada)

### Invertebrados
- Libélula gigante (Petalura gigantea) En Peligro de Extinción

Esta lista no está completa. Diversas especies de plantas y de animales, aún no han sido listadas.

## Problemas y amenazas mediambientales
Debido a la urbanización del área metropolitana de la ciudad de las Montañas Azules, la presión ecológica en las comunidades de las ciénagas ha ido en aumento en los pasados cincuenta años. Diversas amenazas han sido identificadas como significativas, amenazando a la salud futura de las comunidades biológicas de la ciénaga.
Actualmente, las amenazas han sido identificadas como:

### Sedimentación y conducción de caudales de agua de tormentas
‘La modificación del Caudal de los cauces naturales, los arroyos y las tierra anegables y pantanosas está recogida en la Ley de Conservación de Especies Protegidas'. La expansión de la red de carreteras dentro de la periferia de las zonas urbanas de la Montañas Azules ha aumentado tanto en número de vehículos como de la velocidad de desplazamiento de los mismos, lo que ha tenido repercusiones en las tierras y la vegetación de la zona.
Este incremento de influencias adversas está causando un incremento de la erosión y de sedimentos los cuales pueden perjudicar a las comunidades de las ciénagas y de los ecosistemas asociados, incluyendo la flora y la fauna de las áreas circundantes. Cuanto más escarpadas son las zonas afectadas, mayor es el número de cauces de sedimentación.

### Aumento de las nutrientes
Este incremento en el flujo de agua tiende a aportar una mayor cantidad de nutrientes y otros subproductos urbanos, tales como pesticidas, particularmente provenientes de los jardines urbanos, céspedes y campos de golf, vehículos a motor y la infraestructura industrial, todos los cuales han sido identificados como causantes de los efectos adversos que sufre los pantanos, consecuencia de los productos químicos vertidos.  Conforme la urbanización progresa y continúa expandiéndose, es indudable que esta amenaza aumente.

### Clareado para desarrollo urbano
Las autoridades de la ciudad de las Montañas Azules estiman que se han clareado unas 250 ha de pantano con fines de áreas de captación para fines urbanísticos.
Los perjuicios a la vegetación y el incremento de la concentración de agua de superficie proveniente del aumento de flujos a raíz de los aclarados para fines del desarrollo urbano, son causa de erosión y de sedimentación. Las pistas y caminos para caminar y el uso de vehículos campo a través también están impactando en las tierras y contribuyendo a su degradación. Estos tipos de actividades pueden conducir al compactado de las tierras de la zona y a la destrucción de las comunidades de las ciénagas.
Las autoridades de la ciudad de Montañas Azules han identificado diversas sendas que muestran señales de degradación debido al tránsito y a todo tipo de actividades de ocio, tales como el tránsito de vehículos campo a través en estas zonas de pantano. Estas zonas se hallan entre Lawson y Medlow Baths, así como en Mount Hay. Todas ellas sufren una amenaza moderada respecto a las funciones ecológicas de los pantanos. Por otra parte, estas zonas son consideradas futuras áreas amenazadas en lo que respecta a la expansión urbanística de las próximas décadas.

### Siega, rellenando o pastoreo.
Algunas tierras de propiedad privada han sido segadas, rellenadas o destinadas al pastoreo, en estas zonas de los pantanos. (BMCC) A pesar de que estas prácticas son escasas, estas actividades son consideradas seriamente nocivas para los ecosistemas de las ciénagas.
Extracción de agua (pozos de extracción de agua, interferencias en las cabeceras de los ríos y construcción de diques)
La extracción, la captación de agua interfiriendo en la hidrología natural de los pantanos afecta adversamente el flujo del cauce de los ríos. La interferencia o la captación de nuevos pozos es un asunto medioambiental identificado como una amenaza significativa a estas comunidades ecológicas amenazadas.

### Reducción de incendios, ambos accidentales o inmtencionados y estabilizados
Los frecuentes incendios interrumpen gravemente los procesos del ciclo de la vida en plantas y animales y son la causa de la pérdida de la estructura de la vegetación y su composición, según quedó plasmado en el Apartado 3 de la Ley de Conservación de las Especies Amenazadas, de 1995.
El cambio del clima debido a factores antropológicos tiene el potencial de acarrear acontecimientos climáticos extremos, tales como sequías y particularmente grandes incendios, los cuales han demostrado ser devastadores para ciénagas y pantanos. Dado que hay menos de 3.000 hectáreas de ciénaga en la zona de las Montañas Azules, y que la mayoría de ellas se encuentran fragmentadas entre comunidades, resultan altamente susceptibles de sufrir efectos ecológicos adversos. 
Se está intentando reducir los riesgos de incendios forestales a fin de proteger las áreas urbanas. No obstante, se ha demostrado que esta práctica conlleva efectos potencialmente perturbadores para las ciénagas. La combustión de la turba de las ciénagas es tremendamente perjudicial para la misma dado que la misma turba requiere muchos años para regenerarse.
Los incendios y sus posteriores consecuencias pueden, además, ser causa de una gran erosión del terreno, dada la destrucción de vegetación y de las rizomas del subsuelo. Un ejemplo de la erosión ocurrida en Hazelbrook fue la intensa lluvia posterior a los incendios.

## Dirección, administración y gestión
Los Parques Nacionales y el servicio de fauna y flora son responsables de la gestión de las comunidades de los Pantanos de las Montañas Azules, como parte integrante de la Oficina de Entorno y del Patrimonio de Nueva Gales del Sur, conjuntamente con las autoridades de la ciudad de Montañas Azul.

## Ver
- Reserva Michael Eades, y sus acantilados pantanosos